# Caspar van Kinschot

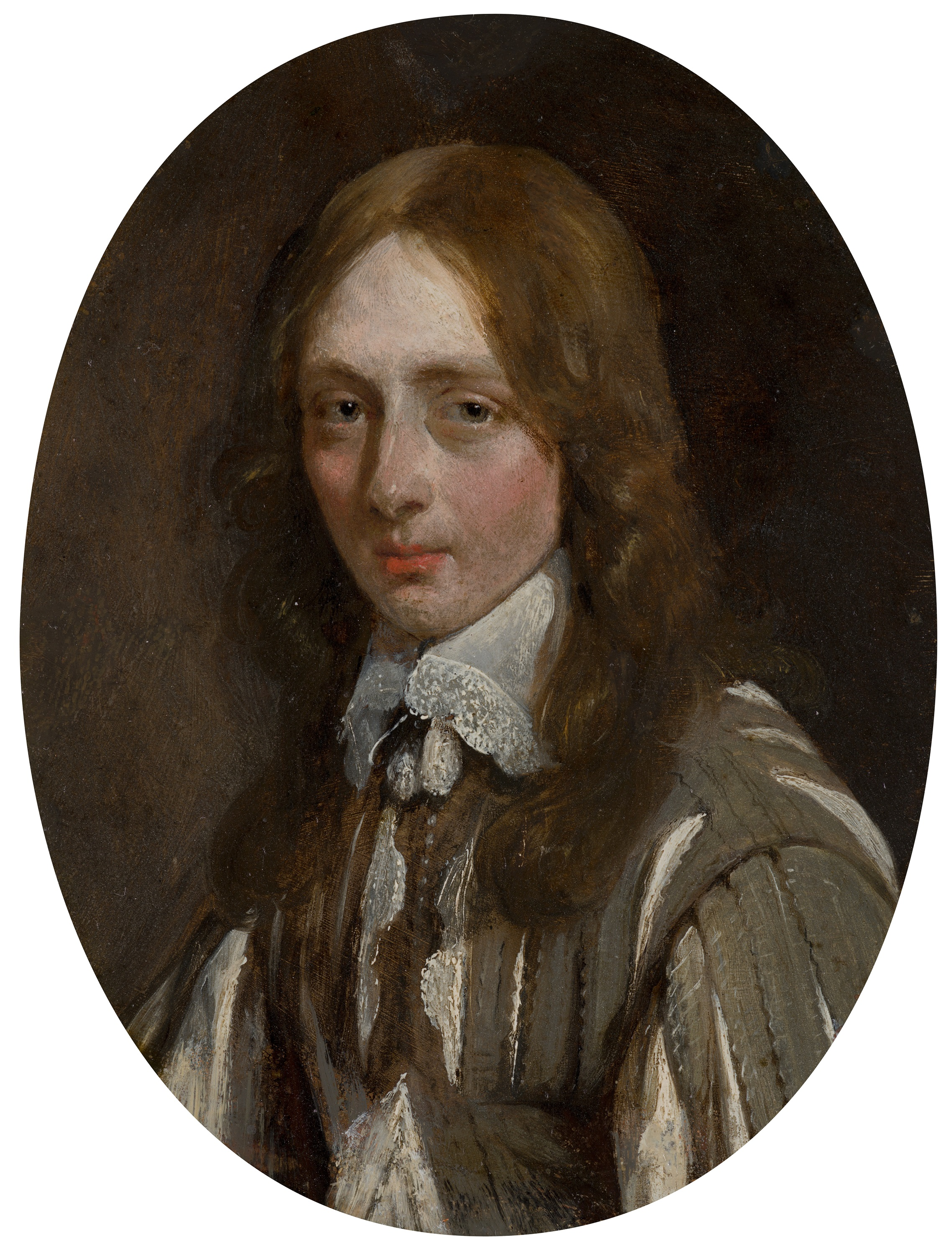
Caspar van Kinschot door Gerard ter Borch 1646/7

Caspar van Kinschot (Den Haag, 29 november 1622 - Middelburg, 31 december 1649) was jurist en Latijns dichter, deelnemer aan de onderhandelingen voor de Vrede van Münster. 

## Levensloop
Caspar van Kinschot/Kinschotius, zoon van Lodewijk van Kinschot en diens eerste vrouw Maria de Jonge, werd te Den Haag geboren op 29 november 1622. Op dezelfde dag werd hij gedoopt in de Grote Kerk te Den Haag. De voornaam Caspar betreft de latinisering van Jasper/Gaspar. Zijn grootvader was Mr. Jasper van Kinschot (1552-1603), raad in de Souvereine Raad van Brabant, raad en thesaurier-generaal van prins Maurits. 
In april 1638 heeft de arminiaansgezinde rector Swaerdecroon van de Latijnse school, het Erasmiaans Gymnasium of in die tijd Schola Erasmiana,  bij de jaarlijkse promotie de vijf Remonstrantse predikanten van Rotterdam binnengeleid. Bij die promotie heeft Van Kinschot een zelfgeschreven lofrede voorgedragen ter ere van de wijd vermaarde stad der Rotterdammers.  De lofrede was  in Latijnse verzen: statige hexameters, opgedragen aan het college der curatoren. Zo beoefende hij al op jonge leeftijd de Latijnsche dichtkunst. De lofrede is apart uitgegeven als ‘’Panegyris in laudem celeberrimae Roterodamensium urbis, Rott. 1638’’.

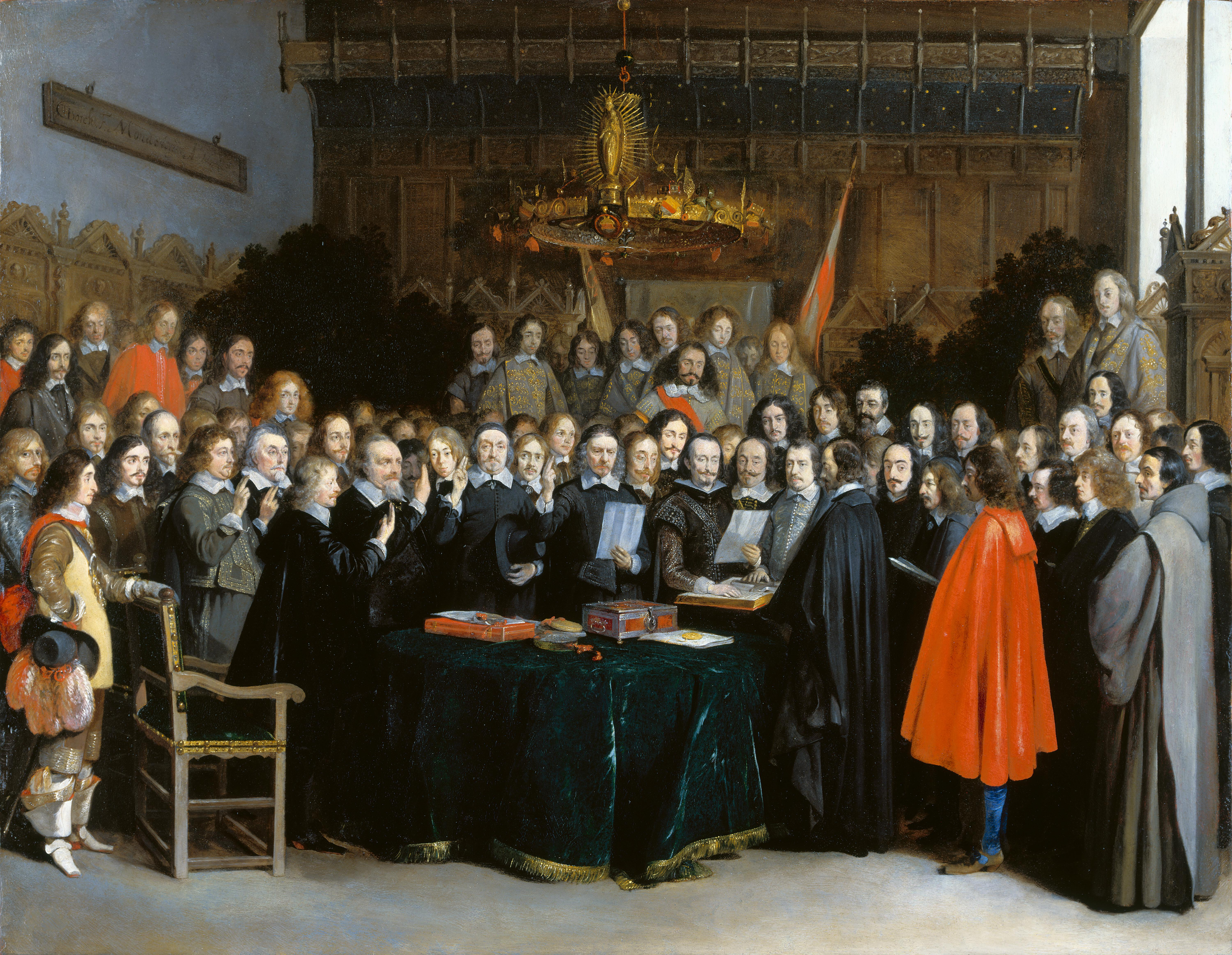
De beëdiging van het verdrag door de Spaanse en Nederlandse onderhandelaars (Gerard Terborch, 1648)

Van Kinschot begon zijn rechtenstudie in 1640 te Leiden. Hij vertrok in 1644 naar Duitsland en Zwitserland en promoveerde een jaar later in de rechten in Frankrijk, waarschijnlijk te Orléans. Hij was te Parijs in 1644 en 1645. Daar werd hij door Hugo de Groot gastvrij onthaald op de Zweedse ambassade. Caspar wenste zijn reizen voort te zetten naar Italië, maar kreeg daarvoor geen toestemming van zijn vader. In plaats daarvan werd het Münster. In 1646 werd hij gekozen tot het gevolg van het Nederlandsche gezantschap voor de vredesonderhandelingen te Münster.  Waarschijnlijk ging hij als particulier secretaris van Adriaan Pauw mee. Van Kinschot staat naast Pauw afgebeeld op het bekende schilderij van de Vrede van Münster van Ter Borch. Gedurende zijn verblijf te Münster (1646-1648) genoot hij een zeker aanzien en had hij zich de genegenheid van velen verworven. Hij raakte daar bevriend met kardinaal Fabio Chigi, de latere Paus Alexander VII. In 1647 reisde Van Kinschot nog naar Frankfurt. 
Vanuit Münster wist Van Kinschot zijn vriend Nicolaas Heinsius een vrijgeleide te bezorgen om naar het onder Spaans bestuur staande Napels te reizen. Bij zijn terugkomst  in 1648 was hij met Heinsius en een derde dichter, Adriaan van der Wal, verantwoordelijk voor een gedichtenbundel Saturnalia, die anoniem verscheen in Leiden in 1649. De drie vrienden openden met die bundel een aanval op de oudere dichtersgeneratie. De Saturnalia vielen even op, maar de aangevallen barokpoëzie bleef helaas toch overheersen. Van Kinschot verbleef in 1649 nog te Brussel en Den Haag. Daar stelde hij op 16 december vanwege zijn slechte gezondheid zijn testament op, waarvan de inhoud nog bekend is. Nog dat zelfde jaar overleed hij aan tuberculose te Middelburg en werd begraven te Den Haag op pas 27-jarige leeftijd.

## Gedichten

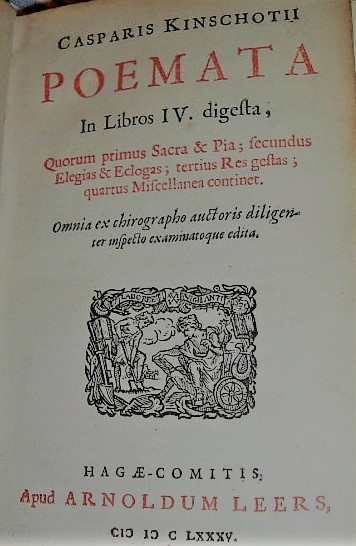
Voorblad Poemata van Caspar van Kinschot

Van Kinschot wenste, met uitzondering van zijn eerder uitgegeven lofrede op Rotterdam, zijn  gedichten uit bescheidenheid te verbranden. Maar omdat er al te veel in omloop waren, werd toch de filoloog Jacobus Gronovius verzocht gedichten uit te kiezen voor publicatie. Ver na Van Kinschots overlijden, in 1685, zagen die gedichten, verdeeld in godsdienstige gedichten, treurdichten, wapenfeiten en mengeldichten, bij Arnoldus Leers te Den Haag het licht, getiteld: (Casparis Kinschotii) Poëmata in Libros IV digestaguorum primus Sacra et Pia; secundus Elegias et Eclogas; tertius Res gestas; quartus Miscellanea continet. Omnia ex chirographo auctoris diligenter inspecto examinatoque edita, Hagae-Comitis, 1685. kl. 8o.
Tijdgenoten als Heinsius, Janus Secundus en Jacobus Gronovius zelf reageerden gunstig op de kwaliteit van de gedichten. Vooral de gedichten met betrekking op Leidens ontzet, de vrede van Munster en de grote overwinning van Maarten Harpertszoon Tromp in 1639 vielen daarbij op. De reisgedichten in de Poëmata betreffen Bordeaux en Montpellier, de loop van de Seine, de antieke geschiedenis van de Pont du Gard, het amfitheater van Nîmes en de triomfboog van Orange. In het gedicht ‘In cranium Jul. Cæs. Scaligeri’ betreurt de jonge reiziger Van Kinschot de in het huis van de beroemde Italiaanse humanist te bezichtigen schedel van Julius Caesar Scaliger.
In de Poëmata staat ook een smaaldicht. Van Kinschot schreef dit over Vondels Vergiliusvertaling. In 1646 verscheen namelijk een prozavertaling van Vergilius' werken door autodidact Vondel. Constantijn Huygens had daar kritiek op, evenals Van Kinschot. Hij schreef een catulliaanse schimpscheut  ‘Op Suffenius, die de werken van P. Virgilius Maro in de landstaal uit het latijn vertaald heeft’. 

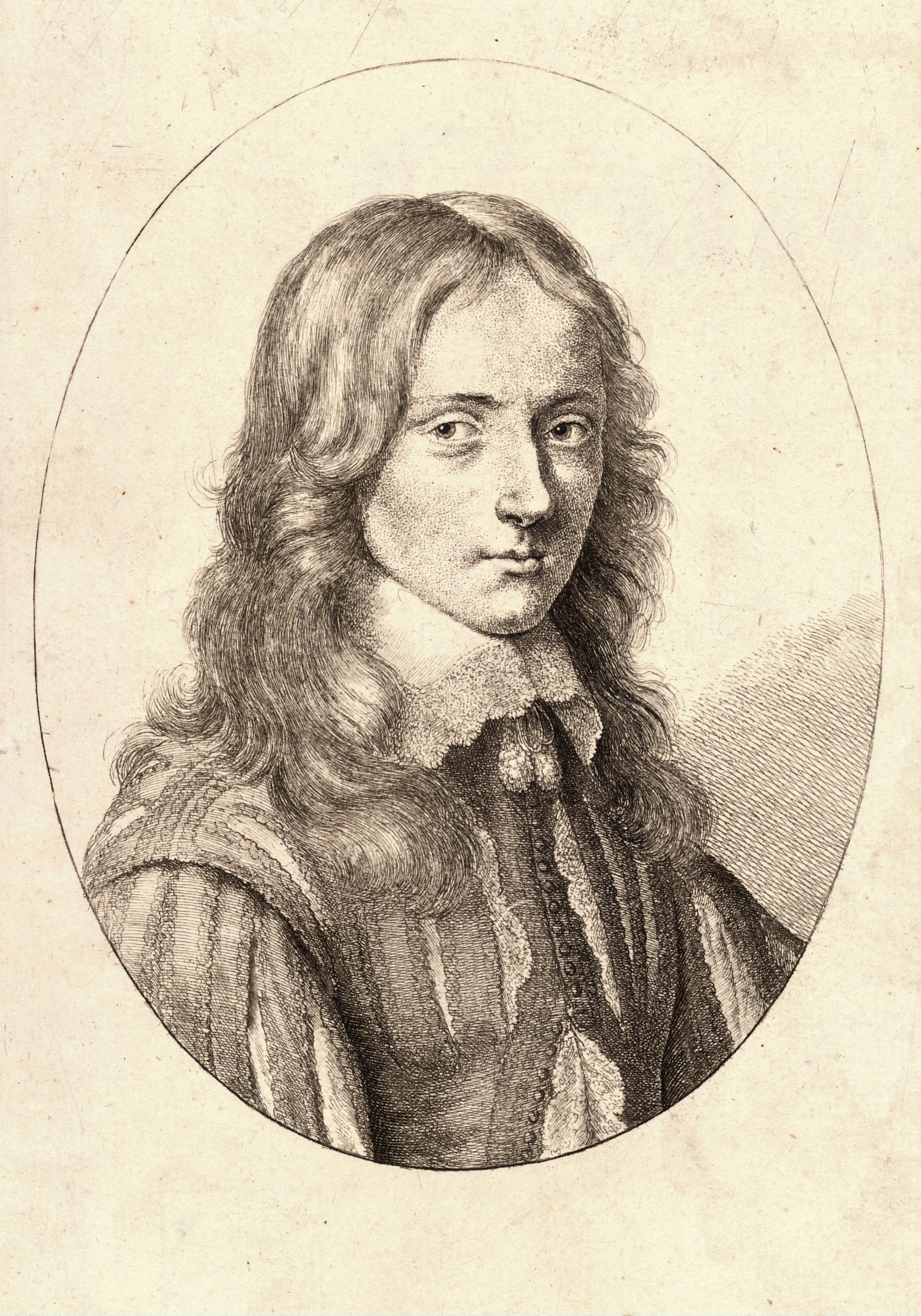
Caspar van Kinschot door Wenceslas Hollar

## Varia/Trivia
- Van Kinschot schreef het gedicht onder het portret van Jacobus Maestertius door Jonas Suyderhoeff (1614-1686).
- van Van Kinschot is behalve zijn testament in het familie-archief (in bruikleen bij het gemeente-archief te Delft) ook een reisverslag naar Frankrijk en Zwitserland bewaard gebleven (Iter Gallicum) samen met zijn brieven aan zijn vader en aan zijn neef Roeland van Kinschot.
- Hij vermaakte in zijn testament zijn boeken als volgt: aan zijn vriend Adriaan van de Wal Vergilius, Horatius, Terentius, aan zijn vriend Nicolaas Heinsius zijn Latijnse poëten, aan zijn neef Jan van der Haer zijn Cicero, Thuanus en Vergilius, aan zijn nicht Magdalena Nicolaeszoon alle Franse poëten en romans,  aan zijn neef Roeland van Kinschot alle latijnse historiën en alle beschrijvingen, de bijbelse prenten en figuren van Meriaen,  aan zijn neef Hoffer Caesar en Tacitus, aan zijn zwager Stavenisse een andere Tacitus en aan zijn oom Van Vliet alle Italiaanse, Spaanse en Engelse boeken.
- De met Van Kinschot bevriende Fabio Chigi (Paus Alexander VII) nam Van Kinschots werk na 1648 in tweevoud in zijn collectie op, nu aanwezig in de Biblioteca Apostolica Vaticana.[2]
- In zijn Column boekenweek van de Volkskrant van 6 juli 2018 met de titel In elke zomer doen we Vergilius na, en spelen buitenleven verzuchtte Arjan Peters dat hij verlangde naar een biografie of historische roman over deze Kinschotius - "wie gaat dat doen? Dan kan ik met een gerust hart op reis."

- Biografisch Portaal: 18242306
- Digitale Bibliotheek voor de Nederlandse Letteren: kins002
- Gemeinsame Normdatei: 116175524
- International Standard Name Identifier: 0000 0000 6134 4748
- Library of Congress Control Number: nr97004991
- Nederlandse Thesaurus van Auteursnamen: 070327726
- Istituto Centrale per il Catalogo Unico: BVEV083731
- Système universitaire de documentation: 236170031
- Virtual International Authority File: 3215018
- WorldCat: E39PBJkT4HPm7pGm4qMD4Bg3Qq